# Accord franco-arménien de 1916
 (décembre 2009).
Si vous disposez d'ouvrages ou d'articles de référence ou si vous connaissez des sites web de qualité traitant du thème abordé ici, merci de compléter l'article en donnant les références utiles à sa vérifiabilité et en les liant à la section « Notes et références ».
L'accord franco-arménien du 27 octobre 1916 est une entente politique et militaire visant à soutenir les Arméniens, rescapés du génocide, du côté des alliés pendant la Première Guerre mondiale. 

## Histoire
Il a été proposé par le ministre des Affaires étrangères : Aristide Briand a saisi cette occasion de fournir des troupes en vertu de  l'engagement français comme convenu dans les accords Sykes-Picot, qui était toujours secret. Les négociations eurent lieu sous la direction de Boghos Nubar Pacha, président de la Délégation nationale arménienne, du côté arménien. Les autorités arméniennes rencontrèrent aussi Sir Mark Sykes et Georges-Picot. Le soutien arménien, nommé la Légion arménienne, devait avoir pour commandant le général Edmund Allenby ; cependant, par-delà l’accord, des Arméniens combattirent en Palestine et en Syrie. Il fallut moins d’un mois pour arriver à la décision finale de créer la Légion arménienne.
Les parties s’accordèrent sur différents points :
- la création de la Légion avait pour but d’autoriser la contribution arménienne à la libération de la Cilicie de l’Empire ottoman et d'aider les Arméniens à réaliser leur aspirations nationales en créant un État dans la région ;
- la Légion devait combattre uniquement l’Empire ottoman, et seulement en Cilicie ;
- la Légion devait devenir le noyau de la future armée arménienne.

L'accord était connu de Talaat Pacha, membre du gouvernement ottoman : une copie de ces informations a été retrouvée dans les archives ottomanes.